# Ла-Э (Манш)
Ла-Э (фр. La Haye) — новая коммуна на северо-западе Франции, находится в регионе Нормандия, департамент Манш, округ Кутанс, кантон Креанс. Расположена в 45 м к югу от Шербур-ан-Котантена и в 44 км к северо-западу от Сен-Ло.
Население (2018) — 3 989 человек.

## История
Коммуна образована 1 января 2016 года путем слияния коммун:
- Бодрвиль
- Больвиль
- Глатиньи
- Ла-Э-дю-Пюи
- Мобек
- Монградон
- Сен-Реми-де-Ланд
- Сен-Симфорьен-ле-Валуа
- Сюрвиль

Центром коммуны является Ла-Э-дю-Пюи. От нее же к новой коммуне перешли почтовый индекс и код INSEE. На картах в качестве координат Ла-Э указываются координаты Ла-Э-дю-Пюи.

## Достопримечательности
- Церковь Святого Иоанна Евангелиста XIX века
- Церковь Святого Симфориана в Сен-Симфорьен-ле-Валуа
- Церковь Святого Петра XVII века в Глатиньи
- Башня и донжон, оставшиеся элементы средневекового шато Ла-Э
- Шато Сюрвиль XVI века

## Экономика
Структура занятости населения:
- сельское хозяйство — 6,3 %
- промышленность — 16,6 %
- строительство — 15,1 %
- торговля, транспорт и сфера услуг — 39,3 %
- государственные и муниципальные службы — 22,7 %

Уровень безработицы (2018) — 10,8 % (Франция в целом —  13,4 %, департамент Манш — 10,4 %). 

Среднегодовой доход на 1 человека, евро (2018) — 19 730 (Франция в целом — 21 730, департамент Манш — 20 980).

## Администрация
Пост мэра Ла-Э с 1983 года занимает Ален Леклер (Alain Leclère). На муниципальных выборах 2020 года возглавляемый им правый список был единственным.
| Период | Период | Фамилия     | Партия | Примечания                       |
| ------ | ------ | ----------- | ------ | -------------------------------- |
| 2016   |        | Ален Леклер |        | аудитор государственных финансов |

## Города-побратимы
- Шванштеттен, Германия

## Галерея

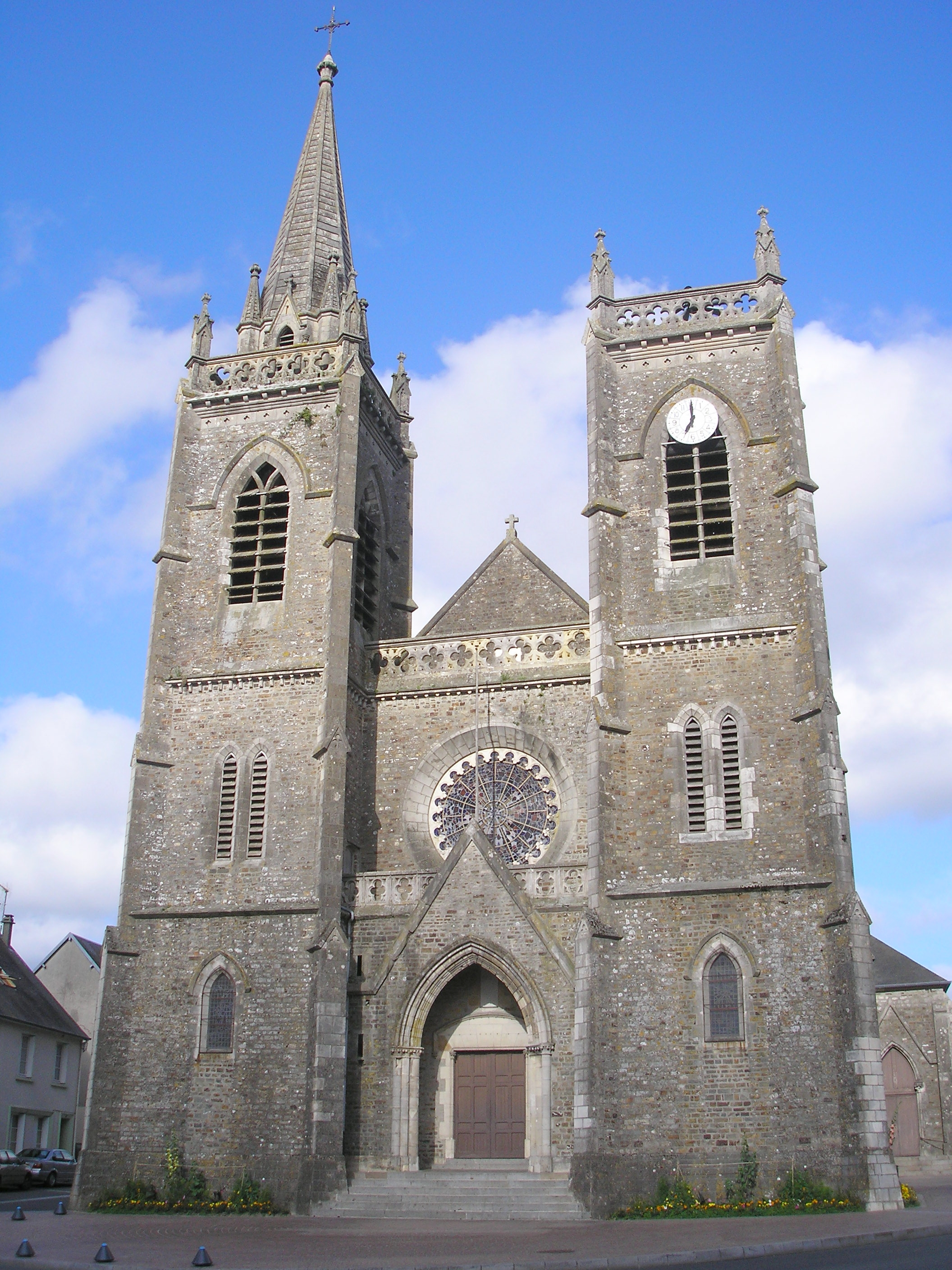
Церковь Святого Иоанна Евангелиста
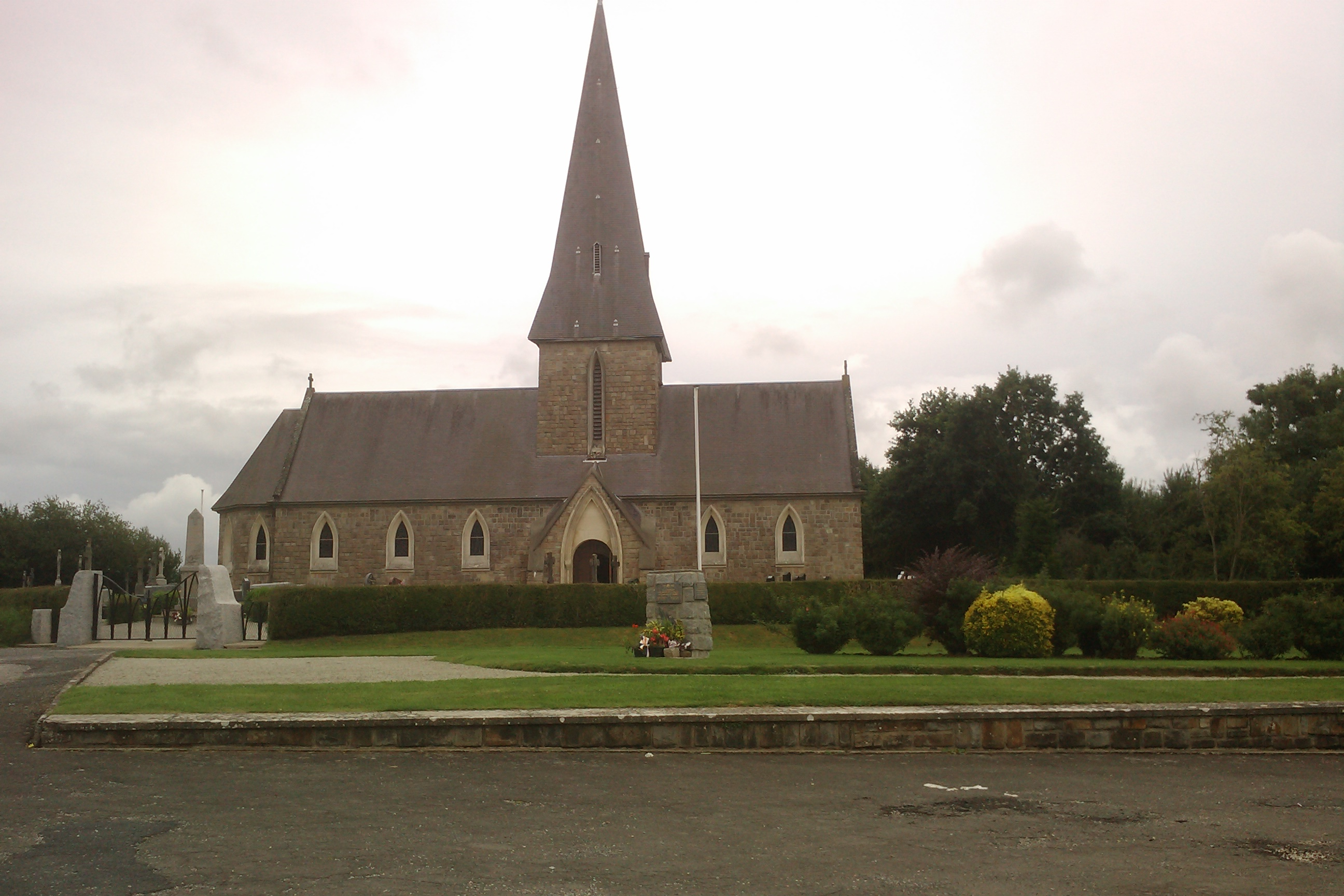
Церковь Святого Симфориана
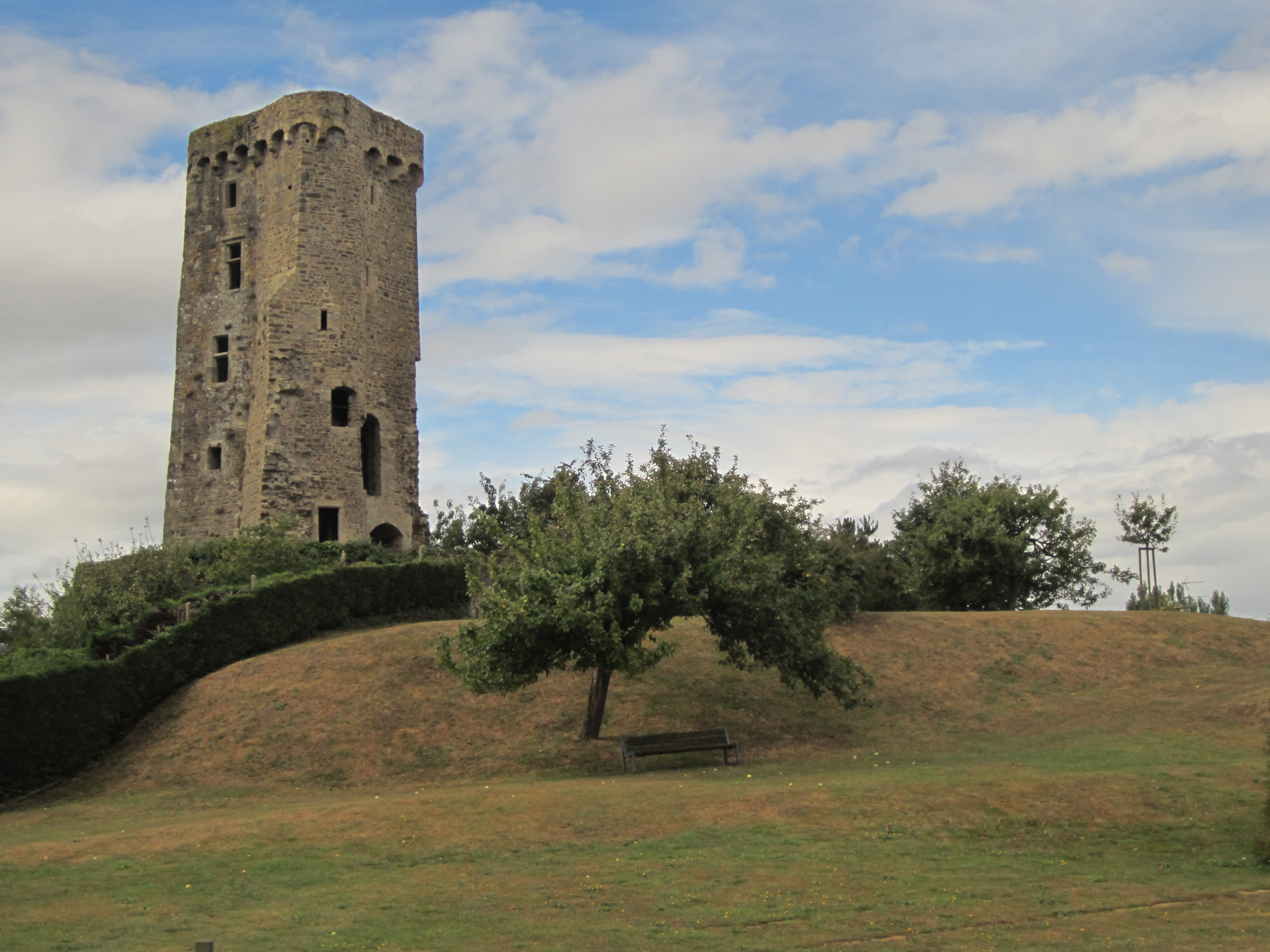
Башня и донжон Ла-Э
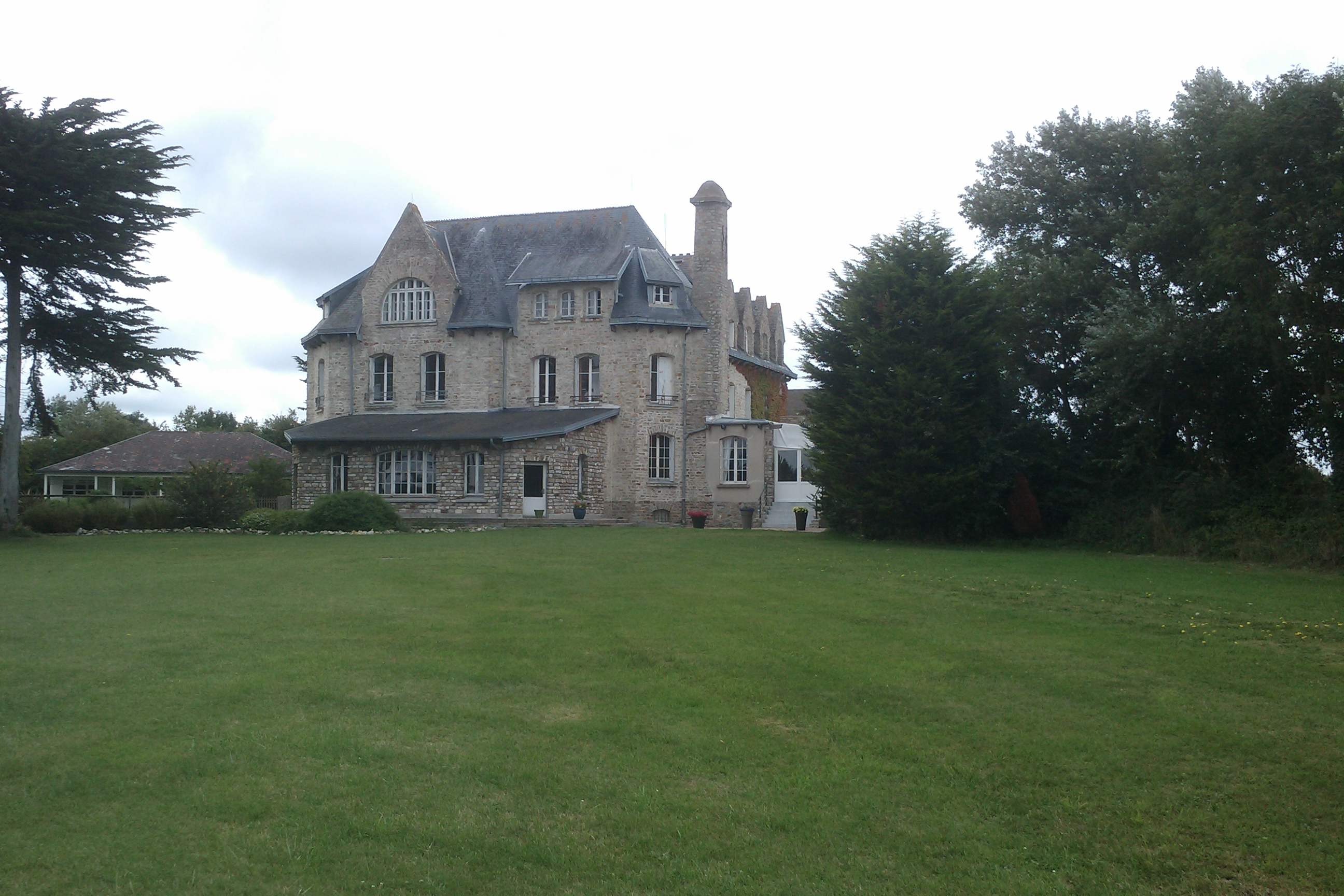
Шато Сюрвиль